# 정양석
정양석(鄭亮碩, 1959년 1월 4일 ~ )은 대한민국의 정치인이다. 제18·20대 국회의원을 지냈다.

## 학력
- 벌교남국민학교 졸업
- 살레시오중학교 졸업
- 살레시오고등학교 졸업
- 전남대학교 자연과학대학 물리학 학사
- 서강대학교 공공정책대학원 국제관계학 석사

## 경력
- 1984년 민주정의당 중앙사무처 공채 5기
- 1996년 국회 정책연구위원 2급 상당
- 2000년 한나라당 의원국장
- 2003년 한나라당 기획조정국장
- 2004년 제17대 국회의원 선거 한나라당 선거대책위원회 기획단장
- 2005년 국회 정책연구위원 1급 상당
- 2005년 한나라당 혁신위원회 위원
- 한나라당 수석부대변인
- 2005년 ~ 2012년 한나라당 서울특별시당 강북구 갑 당원협의회 위원장
- 2008년 4월 9일: 대한민국 제18대 국회의원 선거 당선(서울 강북구 갑, 한나라당, 초선)
- 2008년 5월 ~ 2009년 5월 한나라당 원내부대표
- 2009년 9월 한나라당 정몽준 대표최고위원 비서실장
- 2012년 ~ 2017년 새누리당 서울특별시당 강북구 갑 당원협의회 위원장
- 2012년 6월 새누리당 중앙연수원 원장
- 2014년 8월 ~ 2015년 7월 새누리당 제2사무부총장
- 2016년 4월 13일: 대한민국 제20대 국회의원 선거 당선(서울 강북구 갑, 새누리당, 재선)
- 2016년 12월 ~ 2017년 6월 바른정당 집행팀장
- 2017년 1월 ~ 2017년 11월 바른정당 원내수석부대표
- 2017년 12월 ~ 2020년 2월 자유한국당 서울특별시당 강북구 갑 당원협의회 위원장
- 2017년 12월 ~ 2018년 12월 자유한국당 외교안보혁신위원장 겸 정책위원회 부의장
- 2018년 2월 ~ 2019년 1월 자유한국당 전국위원회 부의장
- 2018년 3월 ~ 2018년 6월: 제7회 전국동시지방선거 자유한국당 공약개발단 외교안보혁신단 단장
- 2018년 12월 ~ 2019년 2월: 자유한국당 국가미래비전특위 위원
- 2018년 12월 ~ 2019년 12월: 자유한국당 원내수석부대표
- 2019년 2월: 자유한국당 북핵외교안보특별위원회 위원
- 2019년 7월: 자유한국당 국제위원회 부위원장
- 2019년 10월: 자유한국당 재정위원회 고문
- 2020년 1월 ~ 2020년 2월: 제21대 국회의원 선거 자유한국당 공약개발단 2정책조정위원회 국방·외통 분야 공약 총괄 공동팀장
- 2020년 2월 ~ 2020년 3월: 제21대 국회의원 선거 미래통합당 공약개발단 2정책조정위원회 국방·외통 분야 공약 총괄 공동팀장
- 2020년 2월 : 미래통합당 우한 폐렴 대책 태스크포스 위원
- 2020년 6월 ~ 2020년 8월: 미래통합당 총선백서 제작 특별위원회 위원장
- 2020년 6월 ~ 2020년 9월: 미래통합당 서울특별시당 위원장
- 2020년 6월 ~ 2020년 9월 : 미래통합당 서울특별시당 강북구 갑 당원협의회 위원장
- 2020년 8월 ~ 2022년 8월: 제21대 국회공직자윤리위원회 위원
- 2020년 9월 ~ 2024년 1월: 국민의힘 서울특별시당 강북구 갑 당원협의회 위원장
- 2020년 9월 ~ 2020년 11월: 국민의힘 서울특별시당 위원장
- 2020년 10월 ~ 2021년 6월: 국민의힘 사무총장
- 2020년 12월 ~ 2021년 6월: 국민의힘 조직강화특별위원회 위원장
- 2020년 12월 ~ 2021년 2월 : 2021년 재보궐선거 국민의힘 공천관리위원회 위원
- 2021년 3월 ~ 2021년 4월 : 2021년 재보궐선거 국민의힘 중앙선거대책위원회 총괄선대본부장
- 2021년 3월 : 2021년 재보궐선거 서울특별시장 보궐선거 야권 후보 단일화 실무협상단 위원
- 2021년 5월 ~ 2021년 6월 : 국민의힘 전당대회 준비위원회 위원장
- 2021년 5월 ~ 2021년 6월 : 국민의힘 전당대회 선거관리위원회 위원
- 2021년 7월 ~ 2021년 8월 : 제20대 대통령 선거 국민의힘 대선경선준비위원회 위원
- 2021년 7월 ~ 2021년 8월 : 제20대 대통령 선거 국민의힘 대선경선준비위원회 검증위원회 소위원장
- 2021년 8월 : 국민의힘 서울특별시당 전략정책위원장단
- 2021년 8월 ~ 2021년 11월 : 제20대 대통령 선거 국민의힘 대통령 경선후보 선거관리위원회 위원
- 2021년 8월 ~ 2021년 11월 : 제20대 대통령 선거 국민의힘 대통령 경선후보 클린경선소위원회 위원
- 2021년 12월 ~ 2022년 1월: 제20대 대통령 선거 국민의힘 윤석열 대통령 후보 선거대책위원회 조직총괄본부 서울본부장
- 2022년 1월 ~ 2022년 3월: 제20대 대통령 선거 국민의힘 윤석열 대통령 후보 선거대책본부 조직본부 서울본부장
- 2022년 8월 ~ 2022년 9월: 국민의힘 비상대책위원회 위원
- 2023년 5월 ~ 2024년 4월: 국민의힘 통일위원회 위원장
- 2023년 9월 : 국민의힘 서울특별시당 윤리위원장
- 2024년 2월 ~ 2024년 3월: 2024년 상반기 재보궐선거 국민의힘 서울특별시당 공천관리위원회 위원장
- 2024년 3월 ~ 2024년 4월: 제22대 국회의원 선거 국민의힘 중앙선거대책위원회 선거대책부위원장
- 2024년 8월 ~ : 제5대 스페셜올림픽코리아 회장
- 2024년 10월 ~ 2024년 10월: 2024년 하반기 재보궐선거 조전혁 서울특별시교육감 보궐선거 체인지캠프 공동선거대책위원장
- 2025년 4월 ~ 2025년 4월: 국민의힘 나경원 제21대 대통령 선거 경선후보 나경원 캠프 공동조직총괄본부장

## 의정 활동
- 2008년 5월 ~ 2012년 5월: 제18대 국회의원(서울 강북구 갑, 한나라당→새누리당, 초선)
  - 2008년 6월 ~ 2010년 5월: 제18대 국회 전반기 기획재정위원회 위원
  - 2008년 6월 ~ 2009년 5월: 제18대 국회 전반기 국회운영위원회 위원
  - 2010년 6월 ~ 2012년 5월: 제18대 국회 후반기 예산결산특별위원회 위원
- 2016년 5월 ~ 2020년 5월: 제20대 국회의원(서울 강북구 갑, 새누리당→무소속→바른정당→무소속→자유한국당→미래통합당, 재선)
  - 2016년 6월 ~ 2018년 5월: 제20대 국회 전반기 외교통일위원회 위원
  - 2017년 1월 ~ 2017년 11월: 제20대 국회 전반기 국회운영위원회 간사
  - 2018년 7월 ~  2019년 3월: 제20대 국회 후반기 외교통일위원회 간사
  - 2018년 10월 ~ 2020년 5월: 제20대 국회 후반기 정치개혁특별위원회 위원
  - 2018년 12월 ~ 2019년 3월: 제20대 국회 후반기 운영위원회 위원
  - 2019년 3월 ~ 2019년 12월: 제20대 국회 후반기 운영위원회 간사

## 논문
- 〈일본 자민당의 파벌정치 연구〉(정치학 석사논문)

## 역대 선거 결과
|  | 48.21% |

|  | 44.86% |

|  | 39.52% |

|  | 39.49% |

## 소속 정당
| 소속 정당 | 소속 정당  | 소속 기간 | 비고      |
| --------- | ---------- | --------- | --------- |
|           | 민주정의당 | 1984~1990 | 정계 입문 |
|           | 민주자유당 | 1990~1995 | 합당      |
|           | 신한국당   | 1995~1997 | 당명 변경 |
|           | 한나라당   | 1997~2012 | 합당      |
|           | 새누리당   | 2012~2016 | 당명 변경 |
|           | 무소속     | 2016~2017 | 탈당      |
|           | 바른정당   | 2017      | 창당      |
|           | 무소속     | 2017      | 탈당      |
|           | 자유한국당 | 2017~2020 | 복당      |
|           | 미래통합당 | 2020      | 합당      |
|           | 국민의힘   | 2020~현재 | 당명 변경 |

## 같이 보기
- 강북구 갑
- 서울 강북구의 국회의원